# Axel von Schober
Axel Arvid Franz von Schober, född 11 november 1788 på Torups slott, Bara socken, Malmöhus län, död 5 september 1817 i Dillingen, Tyskland, var en österrikisk löjtnant och målare.
Han var son till inspektoren på Torup och österrikiska hovrådet Thore Franz von Schober och Catharina Derffell (Derphel) samt bror till legationsrådet Frans Adolf von Schober och Ludwiga von Schober gift Siboni. Schober ägnade sig åt den militära banan och blev österrikisk överlöjtnant vid Husarregementet Köning Friedrich Wilhelm. Under Wienkongressen 1814–1815 var han adjutant åt kungen av Preussen och deltog senare i de allierades exekutionsarmé i Frankrike. Han tvingades lämna armén och på återresan till Wien avled han i Dillingen efter en längre tids lidande. Vid sidan av sin militära tjänst var han verksam som målare och fick en viss uppskattning för sina blomsterstilleben.   